# Harald Glahn
Harald Glahn (* 2. Juli 1942 in Frankfurt am Main) ist ein ehemaliger deutscher Pfarrer, Politiker (FDP) und Staatssekretär in Rheinland-Pfalz.

## Biografie
Harald Glahn wuchs in Dellfeld auf. Nach dem Schulbesuch studierte er evangelische Theologie und Pädagogik an der Universität Mainz. Er trat dann in den Kirchendienst und war Pfarrer in Ludwigshafen.
Glahn wechselte 1974 in die Staatskanzlei von Rheinland-Pfalz. Seine Arbeitsgebiete waren die Erwachsenenbildung und später als Referent im Kultusministerium die Bildung in Rundfunkanstalten (Telekolleg).
Von 1993 bis zum Ruhestand 2004 amtierte er als Staatssekretär im rheinland-pfälzischen Bildungs- und im Wirtschaftsministerium. Seine Tätigkeitsfelder in dieser Zeit waren unter anderem die Errichtung des Ostasieninstituts der Fachhochschule Ludwigshafen, die Technologiepolitik und die Agrarpolitik.

## Partei und Politik
Glahn war Kreisvorsitzender der FDP von 1978 bis 2008. Im Stadtrat von Ludwigshafen hatte er von 1989 bis 1994 und erneut von 1999 bis 2012 ein Mandat inne.